# Fujin Road
Fujin Road (富锦路) is een station van de metro van Shanghai, gelegen in het district Baoshan. Het metrostation op de kruising van Wenchuan Highway en Yangzong Road werd geopend op 29 december 2007 en is het noordelijke eindpunt van lijn 1.
Het station heeft twee toegangen, de eerste aan de westelijke zijde van de Wenchuan Highway, en de zuidzijde van de Yangbei Road, en de tweede aan de oostelijke zijde van de Wenchuan Highway, en de noordzijde van de Yangzong Road.
Fujin Road · West Youyi Road · Bao'an Highway · Gongfu Xincun · Hulan Road · Tonghe Xincun · Gongkang Road · Pengpu Xincun · Wenshui Road · Shanghai Circus World · Yanchang Road · North Zhongshan Road · Station Shanghai · Hanzhong Road · Xinzha Road · People's Square · South Huangpi Road · South Shaanxi Road · Changshu Road · Hengshan Road · Xujiahui · Shanghai Indoor Stadium · Caobao Road · Station Shanghai-Zuid · Jinjiang Park · Lianhua Road · Waihuan Road · Xinzhuang

Lijnen van de metro van Shanghai: 1 · 2 · 3 · 4 · 5 · 6 · 7 · 8 · 9 · 10 · 11 · 12 · 13 · 14 · 15 · 16 · 17 · 18 · Pujiang Line